# مات ليتشر
مات ليتشر (بالإنجليزية: Matt Letscher)‏ (و. 1970  م) هو ممثل مسرحي، وممثل أفلام، وممثل تلفزيوني، وممثل  أمريكي، ولد في غروس بوينت، بدأ مشواره المهني سنة 1993.

## التعليم
تعلم في جامعة ميشيغان
.

## وصلات خارجية
- مات ليتشر في قاعدة بيانات الأفلام على الإنترنت
- مات ليتشر  على موقع أول موفي